# 森山房產信託投資法人
森山房產信託投資法人(MORI HILLS REIT INVESTMENT CORPORATION 或 森ヒルズリート投資法人)，（東證1部：3234）由日本森山投資管理股份有限公司旗下信託管理，主要經營日本所有地區房地產產業。包括六本木森山大廈、六本木第一大廈等有形資產。
而每年財政年度則為3月31日止。
其股份自2006年於東京證券交易所房地產信託基金板上市。